# Rollkrug
Der Rollkrug war ein Wirtshaus im heutigen Berliner Ortsteil Neukölln.

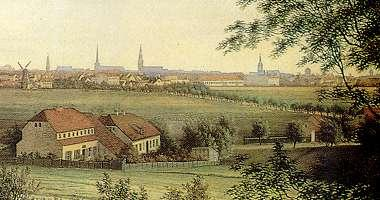
Der Rollkrug im Jahr 1834,
Bild von Wilhelm Barth

Der Rollkrug um 1900

Der Name Rollkrug geht auf die Rollberge zurück, die den Hang der Teltow-Hochfläche zum Berliner Urstromtal von der Hasenheide nach Südosten fortsetzen. Fährt man die Hermannstraße von der Flughafenstraße aus zum Hermannplatz, „rollt“ man gewissermaßen diesen Abhang hinunter, der seinen weiteren Verlauf zwischen Hermannstraße und Karl-Marx-Straße nimmt. Die heutige Rollbergsiedlung, einige Hundert Meter südlich des ehemaligen Wirtshauses, trägt ebenfalls den Namen des Teltowhangs.
Der Rollkrug am südöstlichen Ende des heutigen Hermannplatzes, der historischen Kreuzung am Rollkrug, stellte zunächst das einzige Bauwerk in der weiteren Umgebung dar und diente als Pferdewechselstation mit Wirtshaus am Rande des Neuköllner Kernbezirks Rixdorf. Erst lange nachdem Rixdorf in der Gründerzeit als Vergnügungsort populär geworden war – das Jahrmarkts- und Budenleben hat Theodor Fontane im Roman Irrungen, Wirrungen geschildert – kam es 1907 zum Abriss des längst anachronistischen Gebäudes. Der Ersatzbau, ein fünfgeschossiges Büro- und Geschäftshaus, steht seit 1988 unter Denkmalschutz.
Noch vor dem Rollkrug haben wahrscheinlich an diesem Platz unter verschiedenen Namen weitere Vorgängerbauten bestanden – für 1543 ist ein Wirtshaus belegt.

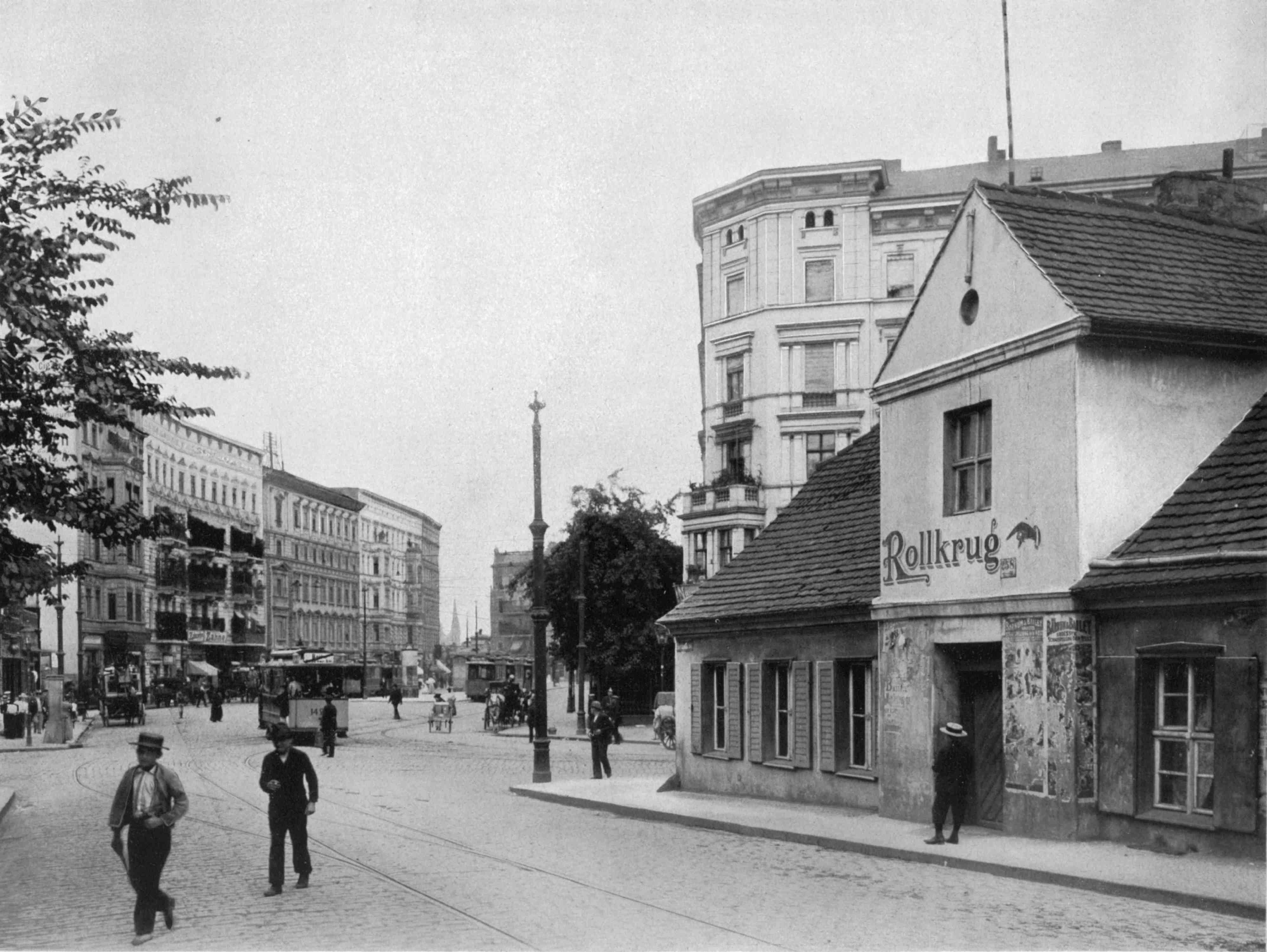
Rollkrug mit Blick nach Norden auf den Hermannplatz
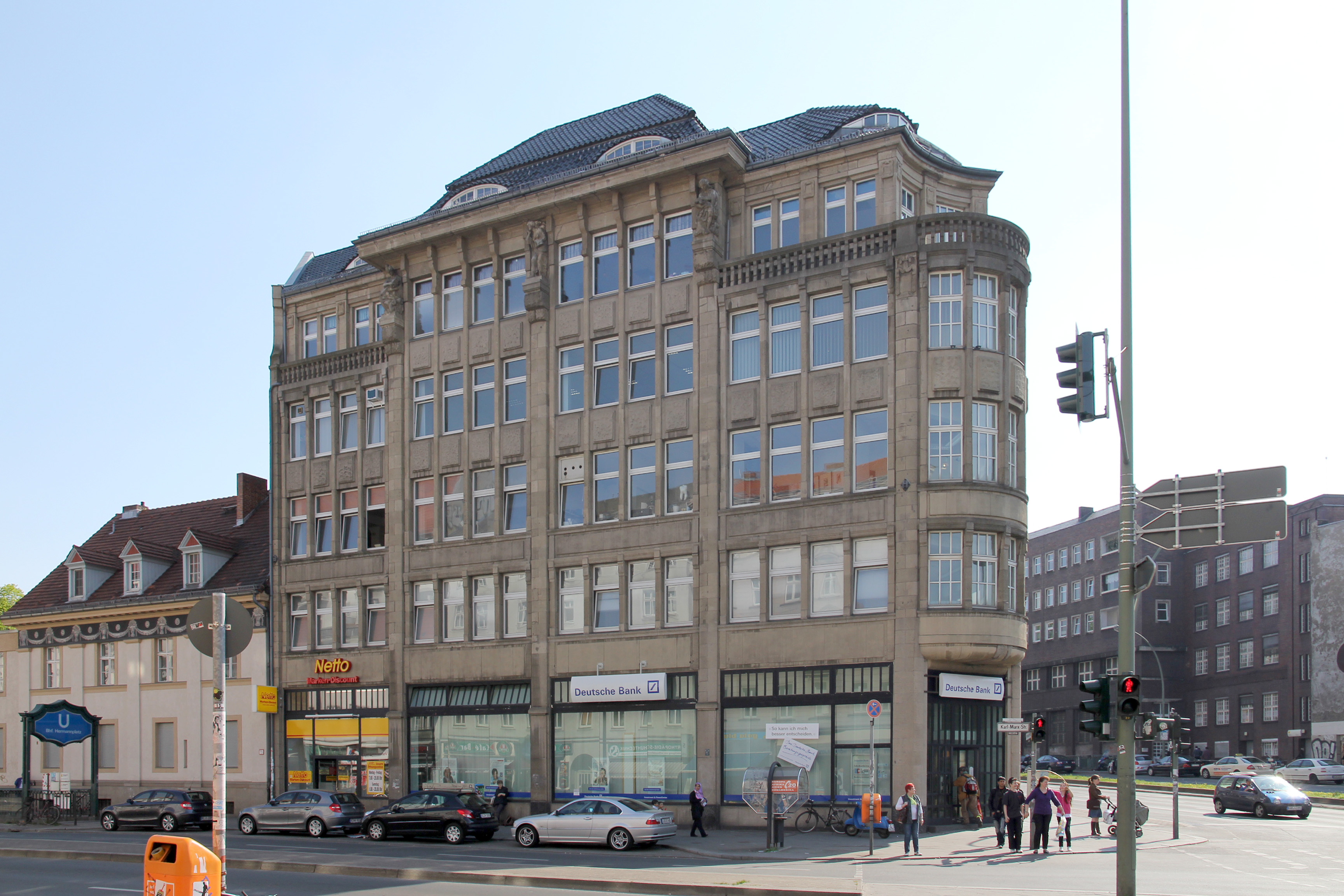
Büro- und Geschäftshaus „Neuer Rollkrug“ (Fassade Karl-Marx-Straße)